# Georg Henrik von Wright
Georg Henrik von Wright (IPA: /ˈjeːɔrj ˈhɛnːrɪk fɔnˈvrɪkːt/), född 14 juni 1916 i Helsingfors, död 16 juni 2003 i Helsingfors, var en finlandssvensk filosof. Han blev känd för sin banbrytande forskning inom logiken, vetenskapsfilosofin och handlingens teori och som Wittgensteins efterträdare vid universitetet i Cambridge. Han var professor vid Helsingfors universitet 1946–1961 och i Cambridge 1948–1951, samt ledamot av Finlands akademi 1961–1986. Han tillhörde ätten von Wright och var bror till Marianne Frankenhaeuser.

## Biografi

### Karriär
von Wright studerade filosofi vid universiteten i Helsingfors och Cambridge. Hans akademiska lärare i Finland var Eino Kaila (1890–1958), som anses vara en ledande representant för logisk empirism i Finland. Kaila hade personligen deltagit i Wienkretsens möten och introducerat den nya metafysik-skeptiska riktningen i finsk filosofi. von Wrights vetenskapliga socialisering inträffade under den logiska empirismens storhetstid, vars dogmatiska stelhet framgångsrikt övervanns under den interna utvecklingen inom analytisk filosofi i början av 1950-talet - inte minst genom von Wrights egna bidrag. von Wright började till en början sin akademiska lärarkarriär i Helsingfors, där han undervisade som professor i filosofi. 1948 efterträdde von Wright sin vän Ludwig Wittgenstein som professor i filosofi vid universitetet i Cambridge, enligt Wittgensteins önskemål. Där behandlade han bland annat medvetandefilosofi, språkfilosofi och handlingsteori, samt etablerade området deontisk logik. Efter tre år lämnade han dock posten och flyttade tillbaka till Helsingfors. Han blev ledamot av Finlands Akademi 1961. Utnämningen gjorde att han inte behövde undervisa, och därför kunde han lättare verka utomlands. På 1960-talet var han flera år i USA, främst vid Cornell University. Där arbetade han som gästprofessor i 12 år, från 1965 till 1977.
Georg von Wright är mest känd för sitt engagemang i samhällsdebatten där han intog en provokativ pessimistisk inställning till vart människan är på väg. Som socialfilosof betecknade sig von Wright som närstående filosoferna inom den så kallade nya vänstern, liksom den så kallade Frankfurtskolan. Han kallades år 1947 till ledamot av Finska Vetenskaps-Societeten och verkade år 1966 som dess ordförande. År 1978 valdes han till hedersledamot av Societeten. År 1960 valdes von Wright till utländsk ledamot av Kungliga Vetenskapsakademien i Sverige, och 1979 till Kungl. Vetenskapssamhället i Uppsala och fick 1998 motta Tage Danielsson-priset.

### Skrifter
Georg von Wrights skrifter delas in i två breda kategorier. Den första är analytisk filosofi och filosofisk logik i den angloamerikanska andan. Hans texter från 1951 An Essay in Modal Logic och Deontic Logic var landmärken i efterkrigstidens uppkomst av formell modal logik och dess deontiska version. Han var en auktoritet på Wittgenstein och redigerade och gav ut hans efterlämnade verk. Han var den ledande gestalten inom sin tids finländska filosofi, specialiserad på filosofisk logik, analytisk filosofi, handlingsteori, språkfilosofi, epistemologi och Charles Sanders Peirces filosofi. Banbrytande var hans bidrag Deontic Logic och An Essay in Modal Logic från 1951. Med det första bidraget blev Wright (med-)grundare av modern deontisk logik, där han hämtade principerna för att utveckla modallogik, och von Wright bidrog till vidareutvecklingen av den modala logiken. Under senare år var von Wright särskilt upptagen med frågor om handlingsteori och den så kallade "förklarings-förståelsekontroversen".   
Den andra ådran i von Wrights skrifter är som moralist och pessimist. Under de sista tjugo åren av sitt liv skrev han, under inflytande av Oswald Spengler, Jürgen Habermas och Frankfurtskolans reflektioner om modern rationalitet. Hans mest kända artikel från denna period har titeln Myten om framsteg (1993), och den ifrågasätter om våra skenbara materiella och tekniska framsteg verkligen kan betraktas som "framsteg" (se Myten om framsteg).

## Bibliografi

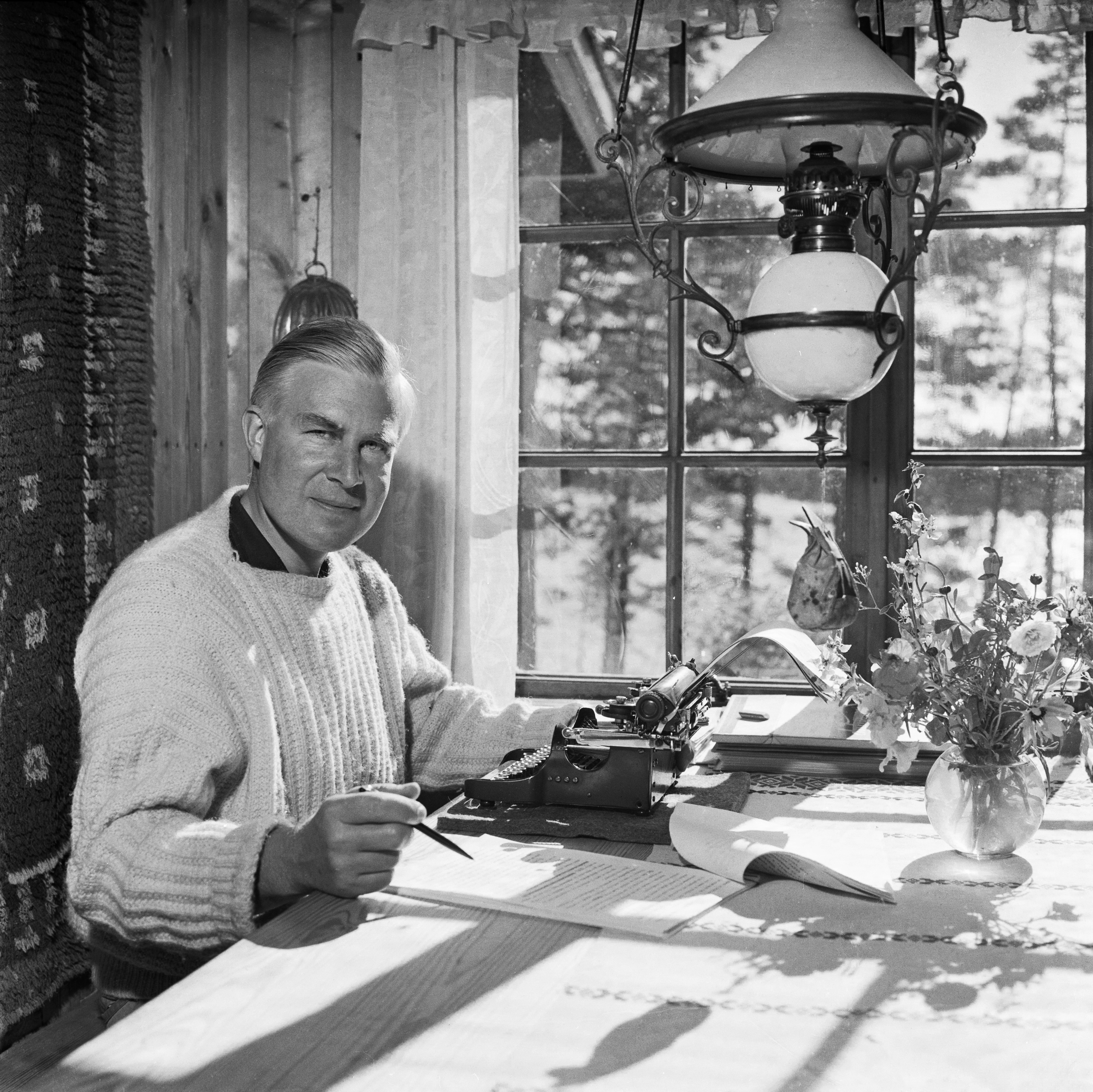
Georg Henrik von Wright 1961.

## Priser och utmärkelser
- 1960 – Ledamot av Kungliga Vetenskapsakademien
- 1968 – Svenska Akademiens Finlandspris

Välj en version
- 1968 – Svenska Akademiens Finlandspris[15]
- 1983 – hedersdoktor vid St. Olaf College[16]
- 1986 – Svenska Akademiens stora pris[17]
- 1987 – Tollanderska priset * 1993
- 1993 – Stiftelsen Selma Lagerlöfs litteraturpris
- 1998 – Tage Danielsson-priset),[9] * 1999 – Critical European prize[18]
- 1999 – Critical European prize[18]

## Galleri

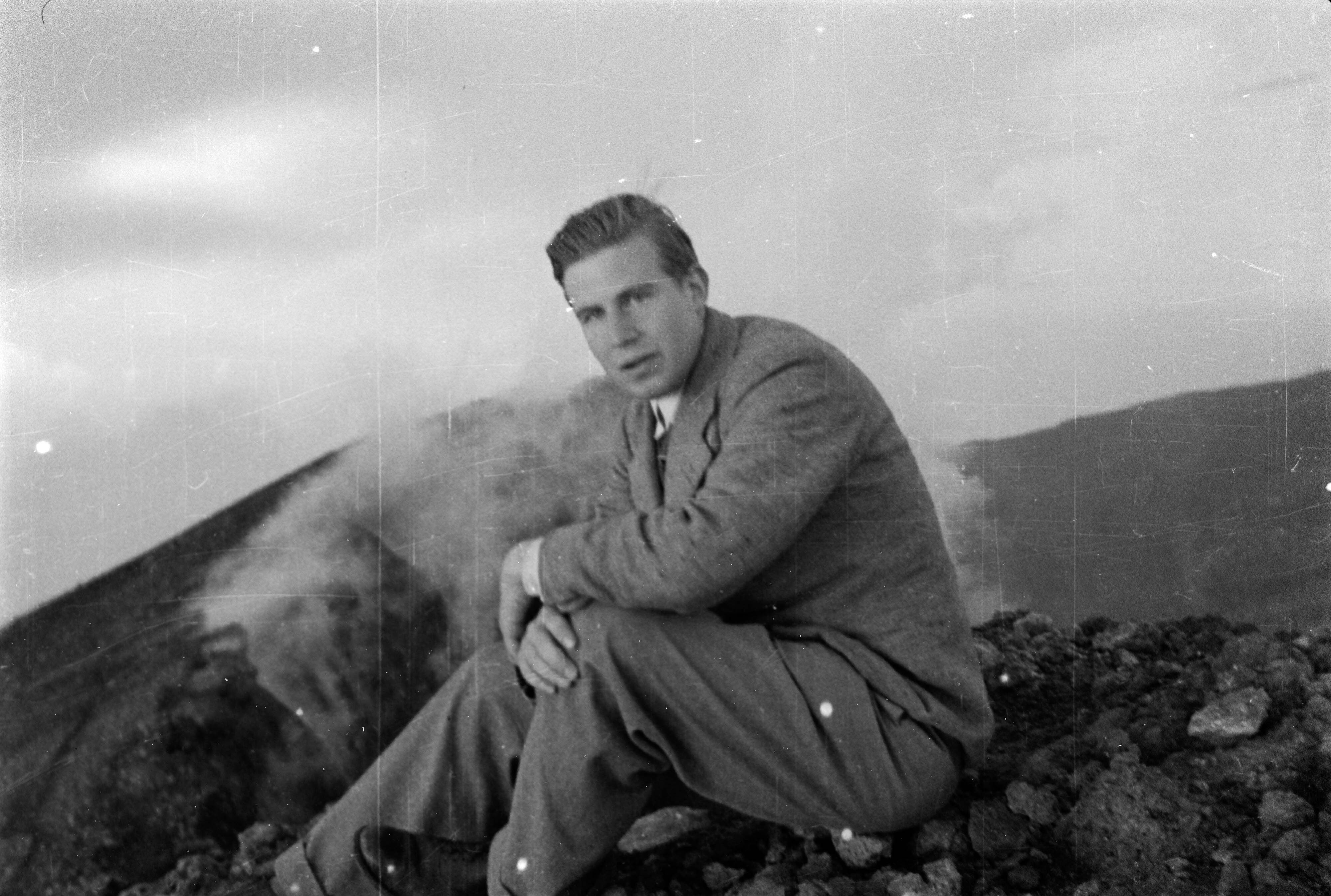
Georg Henrik von Wright på Etna  på sin 21-årsdag år 1937 med Göran Schildt